# 山梨県看護協会
公益社団法人山梨県看護協会（こうえきしゃだんほうじんやまなしけんかんごきょうかい、英語: Yamanashi Nursing Association）は保健師・助産師・看護師・准看護師の看護職能団体であり、略称は英名の頭文字よりYNAである。日本看護協会の下部組織であり、公益法人として山梨県知事の所管である。

## 沿革
前身となった山梨厚生協会が昭和21年8月に、日本助産婦看護婦保健婦協会山梨県支部が昭和22年9月に、日本看護協会山梨県支部が昭和26年7月に発足した。それらの団体を統合合併する形で、社団法人として昭和48年3月に設立された。昭和54年5月に第1回山梨県看護大会を開催したのを皮切りに、平成5年3月には山梨県看護学会第1回学術集会を開催するなど定期的な大会や集会を開いている。平成24年4月には法人体制を公益社団法人に移行した。

## 活動
協会の活動内容は主に、看護の質の向上、看護職が働き続けられる環境づくり、看護領域の開発・展開などである。
- 継続研修、山梨看護学会の開催など、医療水準の堅持に資する支援
- CNS、CN、特定行為研修修了者等の有資格者に対する交流の場の提供
- 保健師、助産師、看護師が専門性を強化ための交流会、研修の開催
- 政界、財界、行政、その他関係各機関への働きかけ
- 山梨県内の各看護職就労支援事業所の運営と無料職業紹介業務
- 就業相談・労働環境・再就業等に関する相談
- 山梨県訪問看護支援センターの運営及び訪問看護事業の運営
- 災害支援ナースの養成・登録・派遣などの医療防災
- 山梨県民の健康を支える活動

## 組織
独自の選挙管理に基づいて会長など管理職が選任され、その指導の下、6つの常任委員会（社会経済福祉、教育、広報、規約、訪問介護等在宅ケア推進、山梨県看護学会）と4つの特別委員会（安全推進、看護職のたばこ対策、災害看護、研究論理）が設けられている。また、活動の強化と効率化を図るために3つの職能委員会（看護職、保健職、助産職）が設立されている。